# Ilha de São Jorge (Alasca)
A ilhe de São Jorge pertence ao arquipélago das ilhas Pribilof, administrativamente está localizada no estado do Alasca, Estados Unidos, sua área é de 90 km², tinha uma população de 67 habitantes em 2020. O único centro populacional é São Jorge.

## História
A ilha foi descoberta por Gavriil Pribylov em 25 de junho de 1786, durante uma busca por locais de reprodução de lobo-marinho-do-norte. A ilha recebeu o nome do navio de Pribylov, o St. George (São Jorge). A ilha de São Jorge foi a primeira das Pribilofs a ser descoberta.
Construída em 1935, a única igreja na ilha é a Igreja de São Jorge, uma Igreja Ortodoxa Oriental na Diocese do Alasca da Igreja Ortodoxa na América.
Em 29 de fevereiro de 1996, o navio de pesca de caranguejo All American encalhou na ilha sem perdas humanas.